# The Flaming Lips
The Flaming Lips es una banda estadounidense de rock formada en Oklahoma City, Oklahoma en 1983. Instrumentalmente, su sonido contiene exuberantes arreglos de rock psicodélico de varias capas, pero líricamente sus composiciones muestran elementos del rock espacial, incluyendo inusuales títulos de canciones y álbumes —tales como "Transmissions from the Satellite Heart" (En español, Transmisiones desde el corazón satélite), "Hit to Death in the Future Head" (En español como, Golpeado hasta la muerte en la futura cabeza) o "Clouds Taste Metallic" (En español, Las nubes saben a metal). También son aclamados por sus elaborados espectáculos en vivo, que cuentan con disfraces, globos, títeres, proyecciones de vídeo, complejas configuraciones de luces, manos gigantes, grandes cantidades de confeti, y la característica burbuja de plástico de tamaño humano del líder Wayne Coyne, en la que atraviesa la audiencia. En 2002, la revista Q nombró a The Flaming Lips una de las "50 bandas para ver antes de morir".
La banda es conocida por sus asociaciones con la subcultura psicodélica de las décadas de 1960 y 1970, con elementos de esta cultura impregnando su instrumentación, efectos y composición. Las letras de Coyne, en particular, referencian y encarnan la fascinación con los géneros de ciencia ficción y ópera espacial que fueron populares durante la época dorada de la subcultura psicodélica. Su estilo lírico tiende a utilizar las imágenes y las convenciones argumentales de la space opera para enmarcar temas más abstractos acerca de los ciclos en los que se desarrolla el amor romántico, destacando su vulnerabilidad mientras que profundiza sus implicaciones metafísicas.
El grupo grabó varios álbumes y EPs en un sello independiente, Restless Records, en la década de 1980 y principios de los años 1990. Después de firmar con Warner Brothers, tuvieron éxito en 1993 con la canción «She Don't Use Jelly». Aunque ha sido su único hit en los Estados Unidos, la banda ha mantenido respeto de la crítica y, en menor medida, la viabilidad comercial mediante álbumes como The Soft Bulletin de 1999 (el cual fue elegido "Álbum del año" de la revista NME) y Yoshimi Battles the Pink Robots de 2002. El grupo ha ganado tres Premios Grammy.

## Historia

### Primeros lanzamientos
The Flaming Lips se formó en Norman, Oklahoma en 1983, con el hermano de Wayne Coyne en voz principal y Michael Ivins en bajo. La banda debutó en un bar de la ciudad de Oklahoma llamado Blue Note Lounge. Después de haber probado con diferentes bateristas, Richard English se unió en 1984. Ese mismo año hicieron su primera grabación, que llevó como título el nombre de la banda.
Luego de que su hermano dejara la banda, Wayne se convirtió en el cantante del grupo y grabaron su primer larga duración, llamado Hear It Is, lanzado por el sello Pink Dust Records (de Enigma Records) en 1986. Con esta formación graban dos discos más, Oh My Gawd!!! en 1987 y Telepathic Surgery, el cual originalmente iba a ser un collage de sonidos de treinta minutos. 
Nathan Roberts reemplazó a Richard English y Jonathan Donahue (también miembro de la banda de rock alternativo Mercury Rev) se les unió en 1989. In a Priest Driven Ambulance , su primer álbum con el productor Dave Fridman fue grabado en la Universidad Estatal de Nueva York a cinco dólares la hora con un presupuesto total de diez mil dólares. El disco marcó un nuevo camino en el sonido de la banda, tomando mayor importancia los experimentos con cintas y la presencia de efectos. Durante este período, Wayne Coyne cambió su estilo vocal por uno más agudo, similar al de Neil Young, que ya había utilizado en Telephatic Surgery , y que en adelante mantendría de forma permanente.
En 1990 el sello discográfico de Warner Bros se interesó por la banda, cuyo contrato se firmó apresuradamente luego de que un representante de la discográfica viese un show donde casi incendian una avenida con pirotecnia.

### Firma con Warner Bros.
En 1992 lanzaron su primer disco con la nueva discográfica, Hit to Death in the Future Head , después del cual Donahue abandonó la banda para concentrarse en su carrera con Mercury Rev. Nathan Roberts abandonó el grupo argumentando diferencias artísticas. Los reemplazaron Ronald Jones y Steven Drozd, respectivamente. 

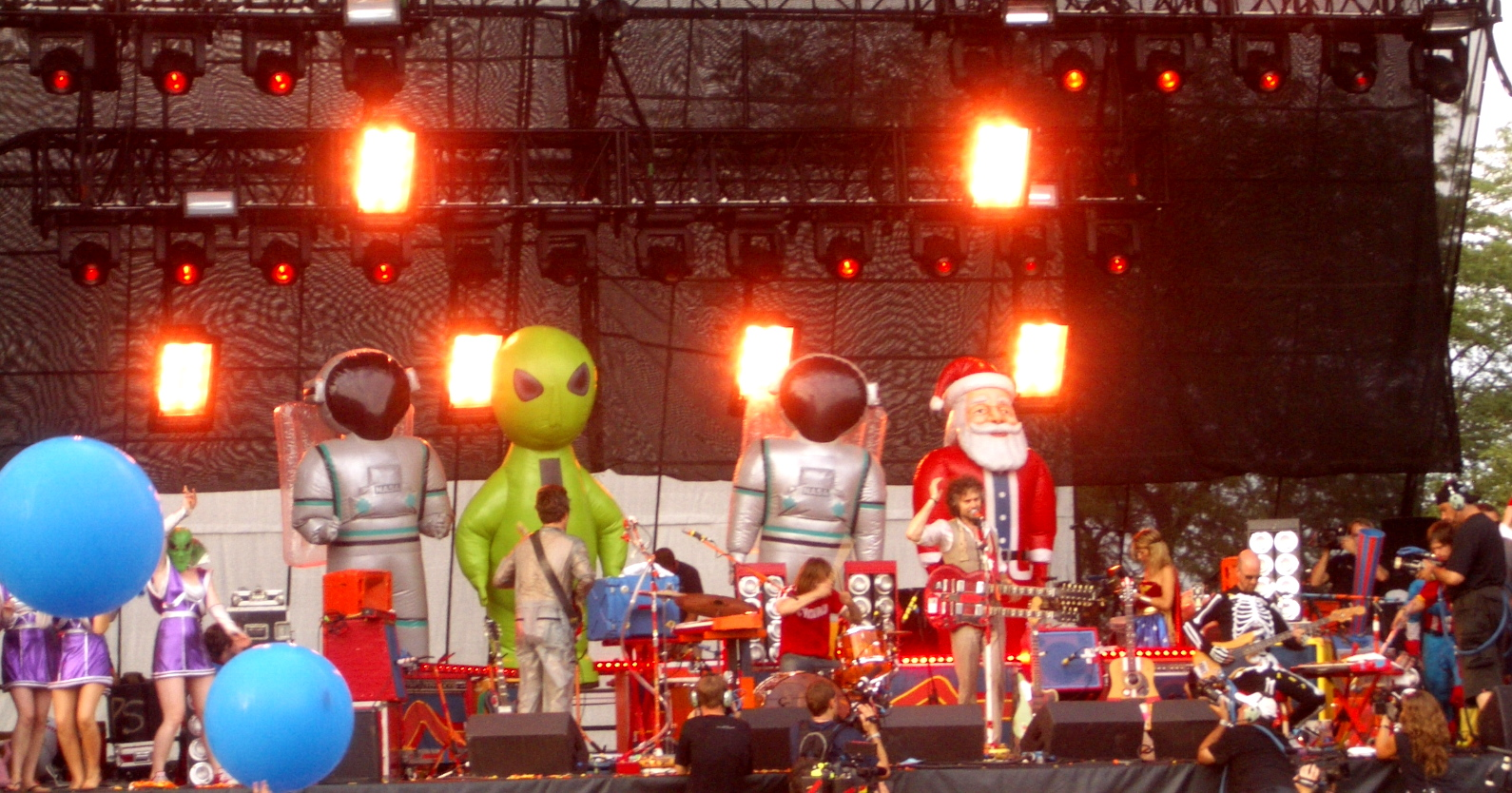
The Flaming Lips en Lollapalooza 2006

En 1993 grabaron Transmissions from the Satellite Heart. Este fue el único álbum desde In a Priest Driven Ambulance en el que no estuvo involucrado Dave Fridmann. Gracias al éxito de su sencillo “She Don’t Use Jelly”, la banda fue invitada a tres series de televisión; Beverly Hills, 90210, The Late Show with David Letterman y Beavis and Butt-Head. Debido a este éxito comenzaron a salir de gira, abriendo recitales para varios grupos, como Red Hot Chili Peppers y Candlebox, entre otros.
Clouds Taste Metallic fue lanzado a finales de 1995, aunque no alcanzó el éxito de su predecesor. El cansancio por la gira de este disco, agregado al de tres años de gira por el anterior, fue un factor decisivo en la partida de Ronald Jones a fines de 1996. Según sus propias declaraciones sufría de un caso severo de agorafobia, aunque el documental Fearless freaks pareciera apuntar a la versión de que era víctima de una creciente paranoia relacionada al uso de drogas por parte de Steven Drozd. 
La partida de Jones, más un sentimiento generalizado de disgusto en relación con el rock más tradicional, llevó a los tres integrantes restantes a redefinir la dirección musical de la banda, lo cual lograron con el experimental Zaireeka (1997), un álbum cuádruple cuyos cuatro CD están preparados para ser escuchados en simultáneo. El disco incorporó sonidos más tradicionales con otros “nuevos” (como música concreta), muchas veces manipulados en el estudio de grabación. 
Para la creación de este álbum la banda llevó a cabo una serie de “experimentos en estacionamientos” y “experimentos de boombox”. Durante los “experimentos en estacionamientos”, se les entregaba a cuarenta voluntarios casetes creados por la banda para ser reproducidos simultáneamente en los reproductores de música de sus autos. En los “experimentos de boob box” una “orquesta” de cuarenta voluntarios con reproductores boombox modificados era dirigida por Wayne Coyne con el fin de variar el volumen, velocidad o tono de la cinta que estaban reproduciendo. 

Mientras tanto, una serie de peculiares sucesos acosó a la banda, los cuales fueron narrados en la canción “The Spiderbite Song” (“La canción de la picadura de araña). El brazo de Drozd casi fue amputado innecesariamente debido a lo que él dijo había sido una picadura de araña y que al final resultó ser un absceso subcutáneo debido al uso de heroína por su parte. 

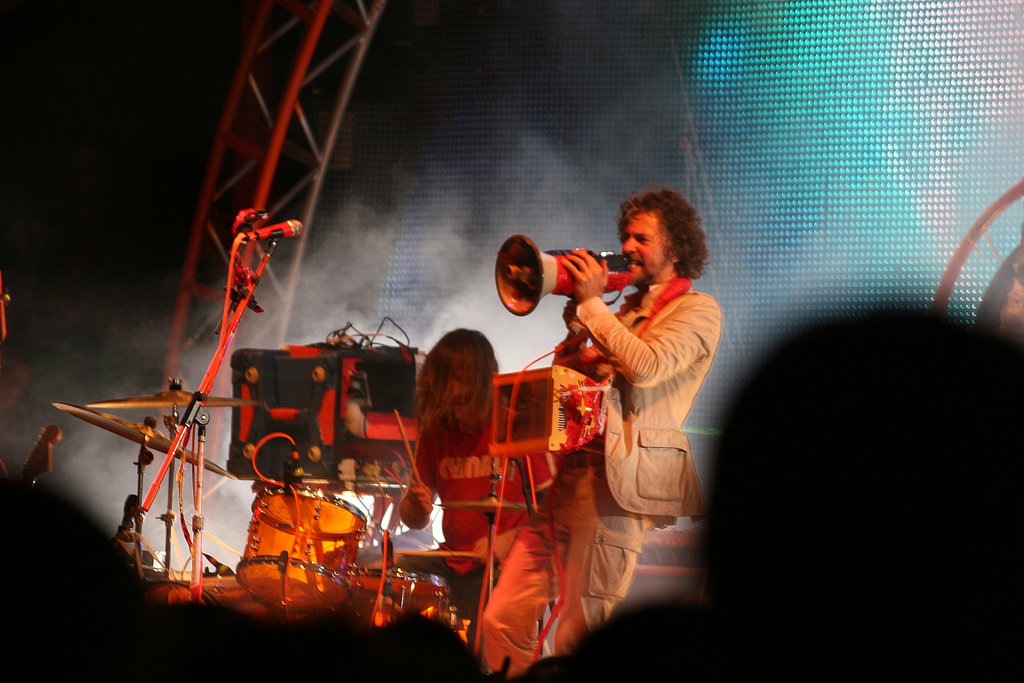
The Flaming Lips en Southern Comfort Music Experience

Ivins estuvo encerrado en su auto por varias horas luego de un accidente automovilístico en el cual la rueda de otro vehículo quedó incrustada en el parabrisas de su auto, y el padre de Wayne murió luego de luchar largamente contra el cáncer.

### Transformación artística
A pesar de que sus experimentos musicales recibieron cierta atención por parte de la prensa, su verdadera renovación como banda se produjo gracias su disco masivamente aclamado de 1999, The Soft Bulletin. Fusionando melodías simples y pegadizas con cuerdas eléctricas, ritmos hipnóticos, platillos y letras extrañas y filosóficas (cantadas con mucha más fuerza que en discos anteriores), el álbum se convirtió pronto en uno de los hits de la música alternativa de aquel año, pudiéndose considerar incluso como uno de los mejores discos de la década. 
Comparado por muchos con el álbum Pet Sounds de los Beach Boys por sus arreglos armónicos y orquestales, The Soft Bulletin también se caracteriza por el gran uso de sintetizadores, baterías electrónicas, efectos de sonido y un mayor cuidado por los arreglos llevado a cabo en el estudio. Luego de que se lanzara el disco, Wayne comentó “si alguien me preguntara que instrumento toco, diría que el estudio de grabación”. Percatándose de que llevar ese nuevo sonido a un escenario y recrearlo enteramente con músicos en vivo adicionales sería muy complejo y costoso, la banda decidió hacer la gira dividida en tres partes y hacer uso de grabaciones para lo que no podía ser tocado en vivo por los músicos. También decidieron que Drozd, que supuestamente debía ser el baterista -pero era un hábil multiinstrumentista-, tocara los teclados y la guitarra en vez de su instrumento habitual. Llegaron además a la decisión de reproducir videos de Steven tocando la batería para sus canciones más tradicionales.  
En un nuevo intento por mejorar sus conciertos y reproducir más fidedignamente el sonido de The Soft Bulletin desarrollaron un concepto llamado Headphone concert (concierto con auriculares). Una FM de baja frecuencia era instalada en los shows, y la música en vivo era transmitida simultáneamente a un pequeño aparato similar a un walkman con auriculares que se le entregaba a los espectadores. Esto debería, en teoría, permitir a la audiencia disfrutar de una mayor claridad sonora más allá del tradicional sistema de refuerzo de sonido. La idea se llevó a cabo por primera vez en Dallas, Texas y en la conferencia South by southwest en Austin, Texas en marzo de 1999 y fue usada posteriormente en la gira International Music Against Brain Degeneration Revue.
Tres años después, en el verano de 2002, The Flaming Lips compartió escenario con las bandas Cake y Modest Mouse en el festival Unlimited Sunshine Tour. También abrieron los shows e hicieron de banda de acompañamiento de Beck en su gira de promoción del disco Sea Change. Ese mismo año lanzaron el disco Yoshimi Battles the Pink Robots , con grandes elogios por parte de la crítica. Con la participación musical de Yoshimi P-We y un uso aún más marcado de instrumentos electrónicos y arreglos digitales que The Soft Bulletin, este disco es considerado el primero en alcanzar gran éxito y ser aclamado por la crítica simultáneamente. La última canción del álbum, “Approaching Pavonis Mons by Balloon (Utopia Planitia)”, ganó en 2002 un Premio Grammy por mejor interpretación rock instrumental, y el álbum fue certificado como “disco de oro” el diez de abril de 2006. En marzo de 2007, la banda declaró que estaba trabajando conjuntamente con el guionista Aarón Sorkin para producir un musical en Broadway basado en el álbum. 
En 2002, la revista Q, nombró a The Flaming Lips una de las "50 Bandas para ver antes de morir".
Tanto The Soft Bulletin como Yoshimi Battles the Pink Robots fueron lanzados en DVD-Audio para una experiencia sonora de mayor calidad.
Luego de Yoshimi..., The Soft Bulletin alcanzó ventas de hasta 300,000 copias en los Estados Unidos, y en mayo de 2007 se convirtió en oro. Después del disco lanzaron dos EP con la misma temática del álbum que contenían algunos remixes de este, como Fight Test , y Ego Tripping at the Gates of Hell. También colaboraron en la canción "Marching the Hate Machines (Into the Sun)" del álbum The Cosmic Game del grupo Thievery Corporation. Además de sus EP, los Flaming Lips estuvieron trabajando por varios años en un largometraje titulado Christmas on Mars. Terminaron de filmarla en septiembre de 2005 y se estrenó el 25 de mayo de 2008 en el festival de música Sasquatch!. 

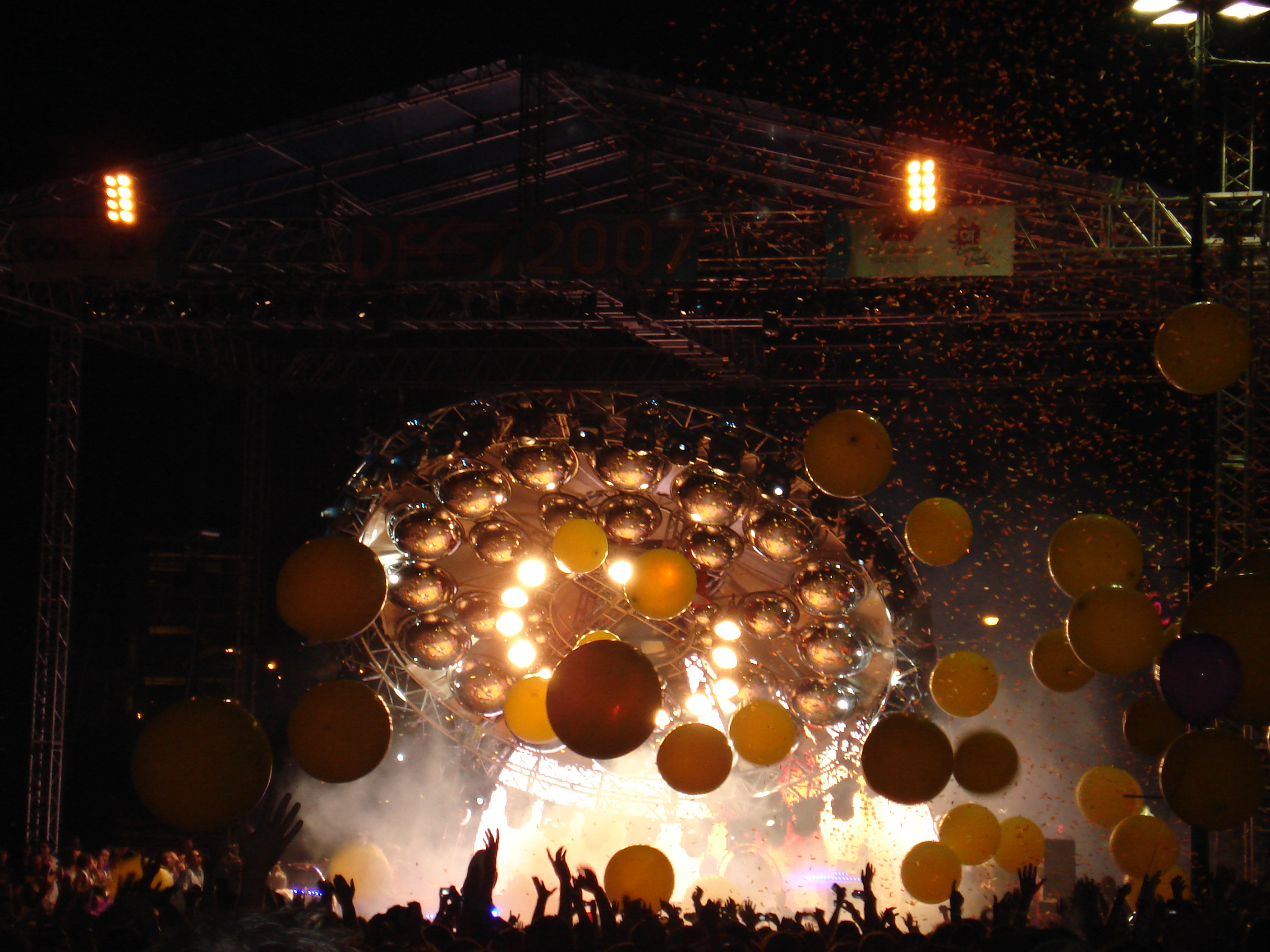
Escenografía similar a un O.V.N.I. usada en sus shows

### At War with the Mystics
En el verano de 2004 The Flaming Lips fueron anunciados como una de las bandas principales del festival Lollapalooza, donde iban a tocar junto a artistas como Sonic Youth o Morrissey, aunque el show fue cancelado. Luego comenzaron a trabajar en el Tarbox Road Studio junto al productor Dave Fridmann en el que sería su próximo álbum, At War with the Mystics. El disco tiene más presencia de guitarras y letras con una mayor carga política. Fue lanzado en abril de 2006 con una recepción por parte del público y la crítica un tanto variada pero positiva en forma general. En 2004 también grabaron la canción “SpongeBob and Patrick Confront the Physic Wall Energy”, para la banda sonora de la película The SpongeBob SquarePants Movie. 
En 2005 se hizo un documental sobre la banda llamado The Fearless Freaks , en el que aparecen algunos artistas y celebridades como Gibby Haynes, The White Stripes, Beck, Christina Ricci, Liz Phair, Juliette Lewis, Steve Burns, Starlight Mints, y Adam Goldberg. El mismo año, The Flaming Lips participaron en el álbum tributo a Queen llamado Killer Queen: A Tribute to Queen. También lanzaron el DVD VOID (Video Overview in Deceleration), que agrupa todos los videoclips que produjeron desde que firmaron con Warner Bros en 1991. En octubre de 2005 grabaron una versión de “If I Only Had a Brian”, para la banda de sonido del videojuego Stubbs the Zombie, que compila canciones de las décadas de 1950 y 1960 reversionadas por bandas de Rock. También lanzaron una nueva canción llamada “Mr. Ambulance Driver”, para la banda de sonido de la película Wedding Crashes (una versión ligeramente modificada se incluyó en At War with the Mystics). 
Para su disco de 2006 lanzaron dos sencillos; “The W.A.N.D.”, que originalmente estaba disponible solo para descargar de la web y “The Yeah Yeah Yeah Song”, la cual se convirtió en la canción del grupo que más alto llegó en el ranking inglés, alcanzando el puesto número 16 en el UK Singles Chart. A finales de ese año lanzaron un EP con cuatro canciones titulado It Takes Over Me, de las cuales una, llamada "The Wizard Turns On... The Giant Silver Flashlight and Puts on His Werewolf Moccasins", ganó un Premio Grammy por “Mejor interpretación rock instrumental”, categoría en la que ya habían ganado un premio anteriormente. 
Luego de que At War with the Mystics saliera a la venta, la banda salió de gira por el Reino Unido, donde tocaron en el O2 Wireless Festival, abriendo para The Who, y terminaron tocando en el Royal Albert Hall.
Continuaron de gira el resto del 2006, haciendo paradas en Montreal, en el Virgin Festival, la House of Blues de Atlantic City, la Universidad de Vermont en Burlington, Oklahoma, su ciudad natal, también en el Austin City Limits Music Festival que se llevó a cabo en Texas y en Nueva York entre otras ciudades. Su show en Oklahoma se realizó en el anfiteatro del zoológico, incluyó la novedad de una escenografía similar a un O.V.N.I. y fue grabado y editado en DVD bajo el nombre “U.F.O. at the Zoo”.
En diciembre de 2006, la ciudad de Oklahoma dio a uno de sus callejones el nombre The Flaming Lips en honor a la banda. La ciudad también había dado a dos de sus calles nombres de músicos, rebautizándolas Vince Gill y Charlie Christian. En relación con esta dedicación, Wayne Coyne dijo en 2007 “Estamos en camino a convertirnos, creo yo, en la ciudad mas genial de Norteamérica”.

### Christmas on Mars (Navidad en Marte)
En 2001, la banda comenzó a filmar una película de bajo presupuesto titulada Christmas on Mars. En ella actúan los integrantes de The Flaming Lips y muchas personas relacionadas con la banda más algunos amigos. El filme fue escrito y dirigido por principalmente por Wayne. La banda proyectó la película en varios festivales de rock a través de Norteamérica durante el verano boreal de 2008, en una tienda de circo que llevaban con ellos especialmente con ese propósito. 

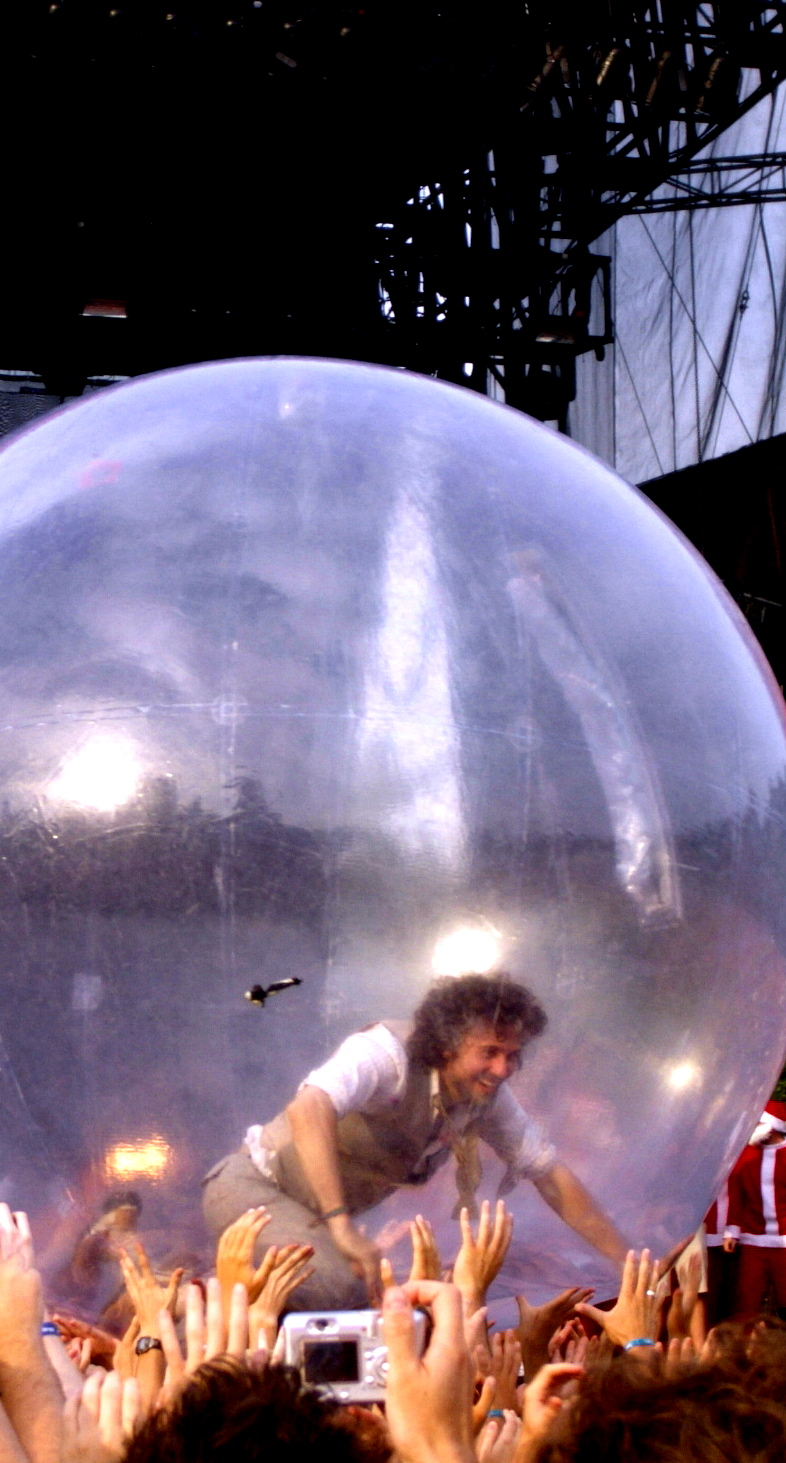
Wayne Coyne en uno de sus actos en vivo

Christmas on Mars, codirigida por Wayne Coyne, Bradley Beesley y George Salisbury fue lanzada en DVD el 11 de noviembre de 2008, con banda de sonido escrita por la banda.

### Actividad reciente
En agosto de 2007 lanzaron su primer DVD de un concierto, UFO's at the Zoo: The Legendary Concert in Oklahoma City. El DVD contenía, además material extra como el concierto en formato MP3, un programa para crear un remix de la canción “The Yeah Yeah Yeah song”, fondos de escritorio para computadoras y ringtones. 
El 16 de noviembre de 2007 The Flaming Lips tocaron en vivo en el Centenario de la ciudad de Oklahoma, en el Ford Center, junto a otros artistas reconocidos de esa ciudad.
Ese mismo año varias de sus canciones fueron utilizadas para comerciales, su sencillo “The W.A.N.D.” para la empresa Dell, “Do you realize” para Mitsubishi y “The Yeah Yeah Yeah song” para la marca de aderezos Kraft. Además la banda compuso canciones especialmente para algunas películas, “The Supreme Being Teaches Spiderman How to be in Love” para Spider-Man 3 , “I Was Zapped by the Super Lucky Rainbow”, para Good Luck Chuck , “Love the World You Find” para Mr. Magorium’s Wonder Emporium y dos canciones para The Heartbreak Kid; “Maybe I’m not the One” y “Tale of the Honrny Frog”. La canción “The Yeah Yeah Yeah song” también fue usada para los créditos de la película The Solomon Brothers .
En mayo de 2008 encabezaron el festival Jam of the River en Filadelfia, Pensilvania, el festival City Stages y el 80/35 Music Festival en Iowa, donde la apertura del festival incluyó el lanzamiento de 250 globos naranjas y amarillos más varios miembros de la audiencia vestidos de Teletubbies. 
El 12 de julio de ese año tocaron la canción “Medly From Tommy” en honor a la banda The Who en el Vh1 Rock Honors. La transmisión incluyó además algunas entrevistas cortas a Wayne vestido de forma psicodélica y los dos covers que The Flaming Lips realizó de la banda homenajeada, “Pinball Wizard” y “See Me, Feel Me”. 
También en julio de 2008 Wayne anunció que la banda ya estaba trabajando en el próximo disco, y agregó que tendría “algo de John Lennon, pero si el estuviera con Miles Davis y viajaran juntos en el tiempo, donde encontraran una computadora que supieran usar de algún modo”.
En 2008 Entertainment Weekly nombró a The Soft Bulletin el 23° mejor disco de los últimos 25 años. A finales de ese año se anunció que The Flaming Lips sería la banda invitada para la última fecha del festival All Tomorrow’s Parties, en el que acorde a la tradición, además de tocar, la banda elige los otros grupos de música que formarán parte de esa fecha. 
En 2009 su canción "Do You Realize?" fue elegida en votación popular himno rock del estado de Oklahoma y proclamada mediante una orden ejecutiva de su gobernador Brad Henry, debido a que el congreso del estado rechazó su nominación.
En 2009 la banda publicó dos nuevos trabajos: el álbum Embryonic, lanzado el 13 de octubre, y otro álbum en que versionaban completo el Dark Side of the Moon de Pink Floyd en colaboración con otros músicos con el título The Flaming Lips and Stardeath and White Dwarfs With Henry Rollins and Peaches Doing The Dark Side of the Moon. El año 2011 hicieron una colaboración con la banda Neon Indian para un EP titulado The Flaming Lips with Neon Indian.

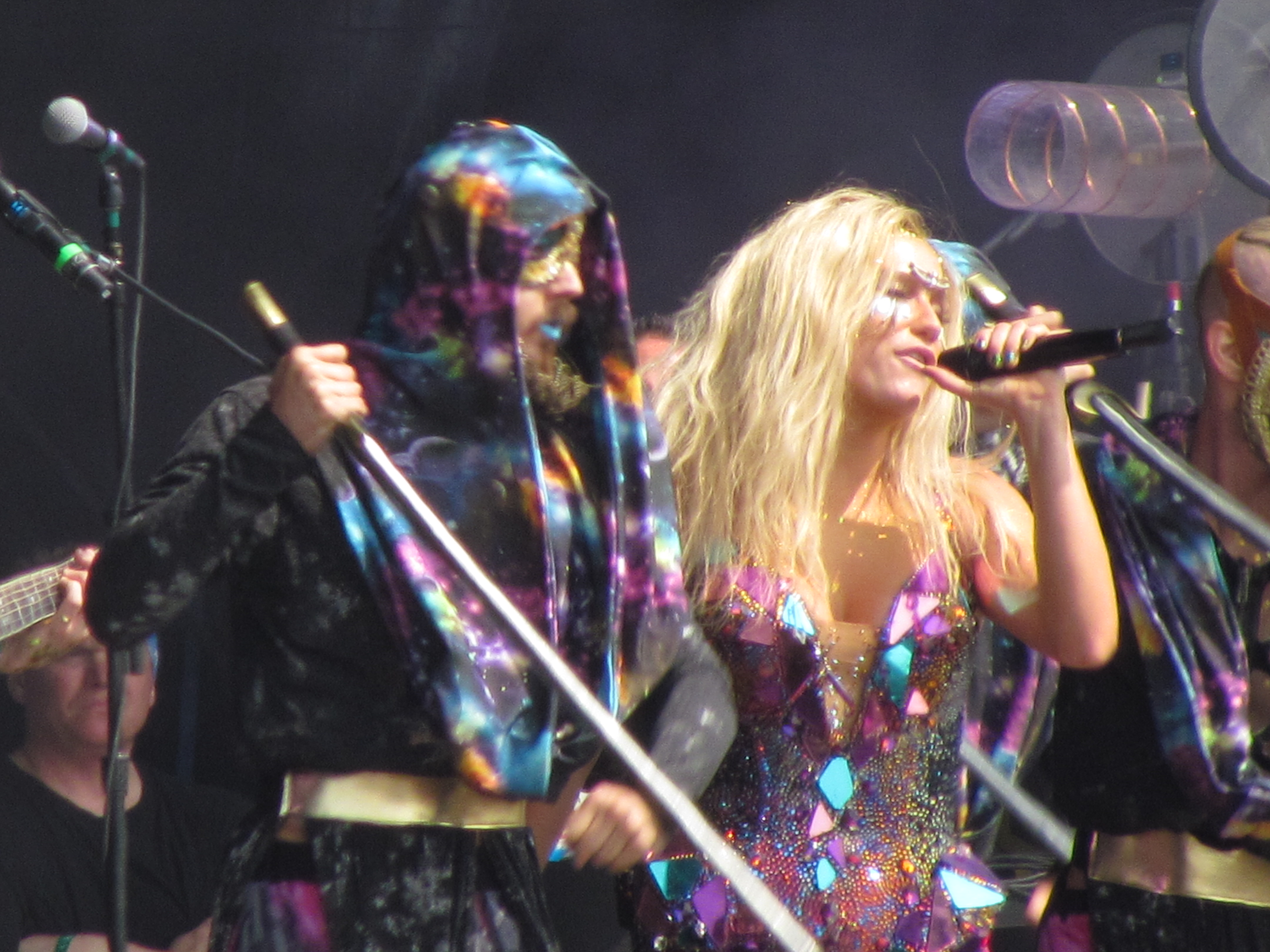
Kesha en un festival de música en 2013

### Lip$ha
Lip$ha (o Lipsha) iba a ser un álbum en colaboración con la cantante y rapera Ke$ha que iba a ser originalmente lanzado entre 2013 y 2014, confirmado en 2013 por Wayne Coyne en Reditt y Twitter y cancelado el 4 de mayo del 2014 por Coyne y que volvería cuando Ke$ha arregle sus problemas con Dr. Luke. En 2019, Kesha en un juego de True or False le preguntaron por Lip$ha.

## Premios
- Grammys

- Ganado: (2003) Premio Grammy por mejor interpretación rock instrumental, por "Approaching Pavonis Mons by Balloon (Utopia Planitia)"
- Nominado: (2004) Premio Grammy por mejor disco de música alternativa por Fight Test EP.
- Nominado: (2007) Premio Grammy por mejor disco de música alternativa por At War With the Mystics.
- Ganado: (2007) Premio Grammy por mejor interpretación rock instrumental, por "The Wizard Turns On..."
- Ganado: (2007) Mejor ingeniería de sonido para un álbum no clásico por At War with the Mystics.
- Nominado: (2008) Mejor álbum con sonido Surround por At War With the Mystics 5.1.

- Premios Brit

- Nominado: (2007) por Mejor Performance Internacional.

## Miembros

### Actuales
- Wayne Coyne - voz (1985-presente), guitarras, bajo, teclados, piano, theremín (1983-presente), coros (1983-1985, 1991-presente)
- Steven Drozd - guitarras, teclados, piano, bajo, batería, coros, voz (1991-presente)
- Derek Brown - teclados, piano, guitarras, percusión, coros (2009-presente)
- Matt Duckworth - batería, percusión, teclados, piano, coros (2014-presente)
- Tommy McKenzie - bajo (2021-presente)

### Anteriores
- Dave Kotska - batería (1983-1984)
- Mark Coyne - voz (1983-1985)
- Michael Ivins - bajo, teclados, piano, coros (1983-2021)
- Richard English - batería, teclados, piano, coros (1984-1989)
- Nathan Roberts - batería (1989-1991)
- Jonathan Donahue - guitarras, coros (1989-1991)
- Jon Mooneyham - guitarras, coros (1991)
- Ronald Jones - guitarras, coros (1991-1996)
- Kliph Scurlock - batería, percusión (2002-2014)
- Jake Ingalls - teclados, piano, guitarras (2013-2021)
- Nick Ley - percusión, batería, samplers (2014-2023)
- Micah Nelson - bajo, teclados, piano, coros (2021)

## Discografía
- Hear It Is (1986)
- Oh My Gawd!!! (1987)
- Telepathic Surgery (1989)
- In a Priest Driven Ambulance (1990)
- Hit to Death in the Future Head (1992)
- Transmissions from the Satellite Heart (1993) #108 US
- Clouds Taste Metallic (1995)
- Zaireeka (1997)
- The Soft Bulletin (1999) #39 UK
- Yoshimi Battles the Pink Robots (2002) #50 US, #13 UK
- At War with the Mystics (2006)
- Embryonic (2009)
- The Flaming Lips and Stardeath and White Dwarfs with Henry Rollins and Peaches Doing The Dark Side of the Moon (2009)
- The Flaming Lips and Heady Fwends (2012)
- The Terror (2013)
- The Time Has Come To Shoot You Down...What a Sound (2013)
- Lip$ha (Cancelado) (2014)
- 7 Skies H3 (2014)
- With a Little Help from My Fwends (2014)
- Oczy Mlody (2017)
- King's mouth (2019)
- Deap Lips (2020)
- American Head (2020)